# Notochelys platynota
Notochelys platynota är en sköldpaddsart som beskrevs av den brittiske zoologen  John Edward Gray 1834. Notochelys platynota är ensam i släktet Notochelys ingår i familjen Geoemydidae. Internationella naturvårdsunionen kategoriserar arten globalt som sårbar. Inga underarter finns listade i Catalogue of Life.
Denna sköldpadda förekommer i Sydostasien från Myanmar och Vietnam över Malackahalvön till Borneo, Sumatra och Java.